# I Found Love
Az I Found Love című dal az amerikai C+C Music Factory 2. kimásolt kislemeze az Anything Goes! című stúdióalbumról. A dal nem volt túl sikeres, azonban az US Billboard Dance listára így is felkerült, ahol 13. helyezést ért el. A dal továbbá a svájci kislemezlistára is feljutott, ott a 23. helyig sikerült jutnia. A dalban Martha Wash vokálozik.
Egyes Európai és amerikai megjelenéseken a Take a Toke című előző dal is hallható.

## Megjelenések
12"  Hollandia Columbia – 661211 8
- A1	I Found Love (C&c Club mix) 8:28
- A2	I Found Love (LP Version) 5:56
- B3	I Found Love (C&C Underground Club Mix) 8:55
- B4	Take A Toke (Robi Robs Junkies Mix) 7:09

## Slágerlista
| Slágerlista (1994)                 | Legjobb helyezések |
| ---------------------------------- | ------------------ |
| Svájc Schweizer Hitparade          | 26                 |
| U.S. Billboard Hot Dance Club Play | 13                 |